# Vetenskapsåret 2014

## Händelser

### Astronomiochrymdfart
- 29 april – En ringformig solförmörkelse inträffar.
- 23 oktober – En partiell solförmörkelse inträffar.

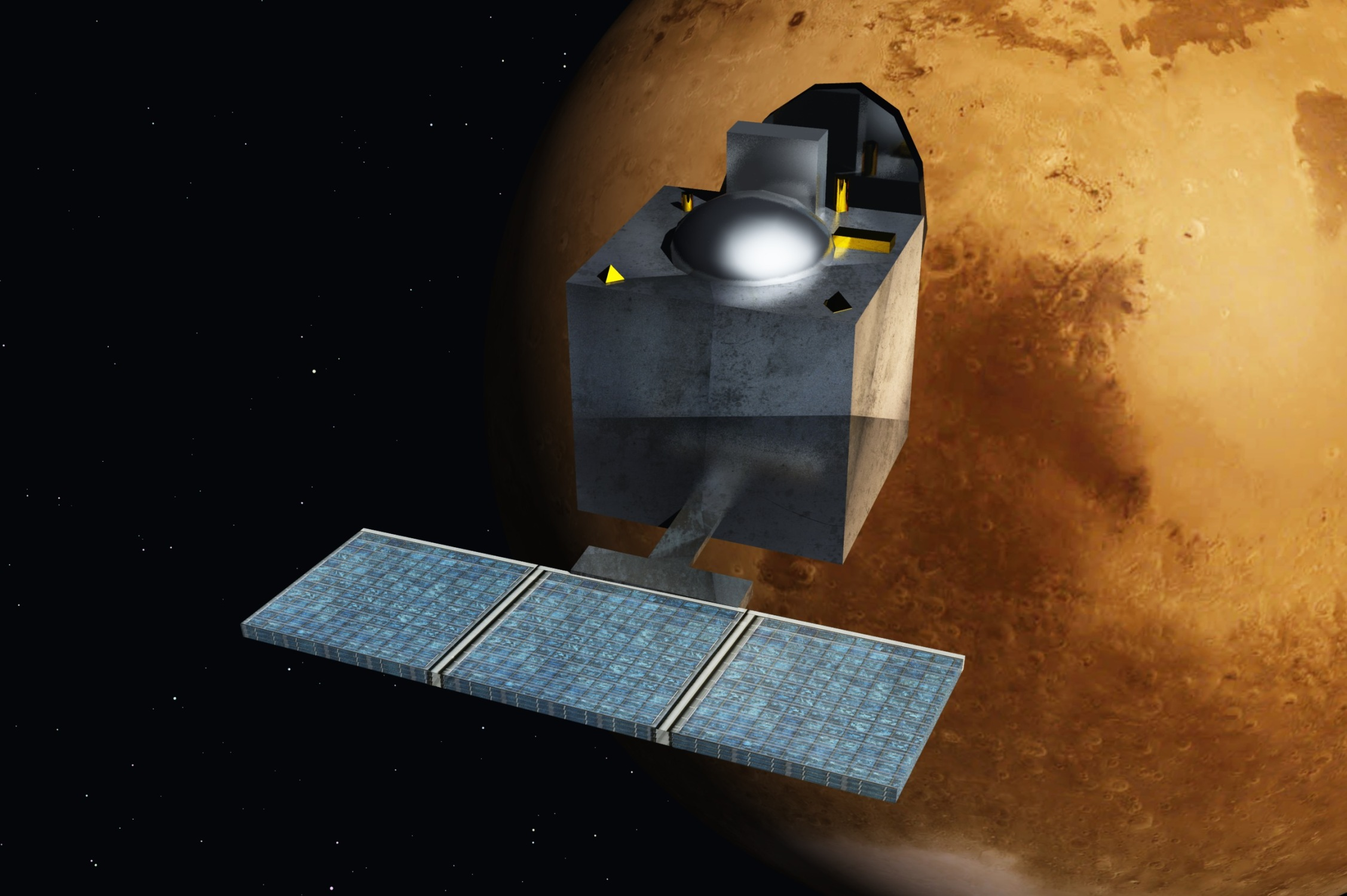
Mars Orbiter Mission.

- 24 september – Indiens första Marssond, Mars Orbiter Mission (MOM), går in i omloppsbana runt Mars.[1]
- 12 november – Obemannade ESA-rymdsonden Rosettas landare Philae mjuklandar på kometen 67P Tjurjumov-Gerasimenko, och blir därmed det första människoskapade föremålet att landa på en komet.[2]

### Medicin
- 13 februari - Belgien godkänner dödshjälp för barn i alla åldrar.[3]